# Любомир Герасков
Любомир Герасков е български състезател по спортна гимнастика.

## Биография
Роден е на 27 декември 1968 г. в град София. От малък започва да тренира спортна гимнастика при треньора Николай Карамфилов. Състезава се за СК „Левски“ (София).
Първия му успех е на световното първенство за юноши в Истанбул, където заема четвърто място. След състезанието получава бъбречна криза и не тренира шест месеца. Завръща се на световното първенство в Ротердам (1987). Тук печели бронзови медали на земя и кон с гривни. Европейски вицешампион на кон с гривни (1987).
На летните олимпийски игри в Сеул през 1988 г. най-силната му дисциплина е кон с гривни. На финала на състезанието изиграва уникално съчетание. Поради силната конкуренция трима гимнастици имат еднакъв резултат и печелят златен медал: Любомир Герасков, Дмитрий Билозерчев (СССР) и Жолт Боркай (Унг). 
Живее в САЩ от 1991 г. Последното състезание на олимпийския шампион е световното първенство за професионалисти във Вашингтон, където взима бронзов медал на коронния си уред кон с гривни (1991).